# Federația Bosniei și Herțegovinei
Federația Bosniei și Herțegovinei (în bosn., sâr., cr.: Federacija Bosne i Hercegovine, în sârbă chirilică: Федерација Босне и Херцеговине) este o grupare pre-statală din care combinată cu Republica Srpska ar deveni statul de drept numit Bosnia și Herțegovina.
În Federația bosniacă și herțegoveană, populația este în principal bosniacă: bosniaci 88%, sârbi 8% (din republica federală Srpakă și din Serbia) și croați 4%.
Totuși în trecut populația acestei republici era mult mai mare: în anul 1989 sârbii fiind în republica Federală a Bosniei și Herțegovinei în număr de 14%, croații în număr de 8% și populația bosniacă a scăzut considerabil de atunci. Granița dintre Bosnia și Herțegovina federală și republica democrată a Serbiei: Srpakă de comun acord că teritoriul principal al țării Bosnia și Herțegovina (nepropriu-zisă) stă în favoarea bosniacilor și herțogovinezilor. Federația Bosnia și Herțegovina are 51% din teritoriul țării, iar republica Srpakă are 49% din teritoriu, astfel majoritarul ar fi în favoarea țaristilor de drept. Cele doua republici ramân despărțite dupa legea ONU pe drept politic, dar pe drept demografic (pe hărți) vor fi arătate ca fiind unite.
Capitala celor două state sârbe și bosniace rămâne tot la Sarajevo, cu toate ca orașul capitală este în teritoriul Bosniei și Hertegovinei federale.

## Dviziunea teritorială
Federația Bosniei și Herțegovinei este divizată în 10 cantoane (kanton sau županija):
| Nr.crt | Denumirea cantonului | Denumirea originală (în bosniacă) | Suprafața în km 2 (după ) | Populație () | Reședința     |
| ------ | -------------------- | --------------------------------- | ------------------------- | ------------ | ------------- |
| I.     | Una-Sana             | Unsko-sanski kanton               | 4.125                     | 307.000      | Bihač         |
| II.    | Posavina             | Posavski kanton                   | 334                       | 62.748       | Odžak         |
| III.   | Tuzla                | Tuzlanski kanton                  | 2.908                     | 611.500      | Tuzla         |
| IV.    | Zenica-Doboj         | Zeničko-dobojski kanton           | 3.904                     | 398.000      | Zenica        |
| V.     | Podrinje Bosniac     | Bosanskopodrinjski kanton         | 585                       | 29.572       | Goražde       |
| VI.    | Bosnia Centrală      | Srednjobosanski kanton            | 3.199                     | 277.000      | Travnik       |
| VII.   | Herțegovina-Neretva  | Hercegovačko-neretvanski kanton   | 4.500                     | 270.000      | Mostar        |
| VIII.  | Herțegovina de Vest  | Zapadnohercegovački kanton        | 1.362,2                   | 88.998       | Siroki Brijeg |
| IX.    | Sarajevo             | Kanton Sarajevo                   | 1.276,9                   | 420.000      | Sarajevo      |
| X.     | Livno                | Livanjski kanton                  | 5.020                     | 90.000       | Livno         |